# ترونتکوفنیتسا
ترونتکوفنیتسا (به لاتین: Trątkownica) یک روستا در لهستان است که در Gmina Somonino واقع شده‌است.

## خصوصیات
ترونتکوفنیتسا ۱۹ نفر جمعیت دارد.